# Kościół św. Bartłomieja nad Königssee
Kościół (rzadziej kaplica) św. Bartłomieja nad Königssee (również Kościół św. Bartłomieja nad Jeziorem Królewskim, niem. St. Bartholomä) – pielgrzymkowa świątynia rzymskokatolicka w Niemczech, w kraju związkowym Bawaria, w Parku Narodowym Berchtesgaden, w powiecie Berchtesgadener Land, w miejscowości Schönau am Königssee, nad Königssee, na półwyspie Hirschau.
Kościół został wybudowany w 1134 roku. W 1697 roku kościół został rozbudowany i przebudowany w stylu barokowym, na wzór katedry św. Ruperta w Salzburgu, na planie liścia koniczyny.
Patronem kościoła jest św. Bartłomiej Apostoł.
Kościół jest przykryty pięcioma kopułami z czerwonym dachem.

## Galeria

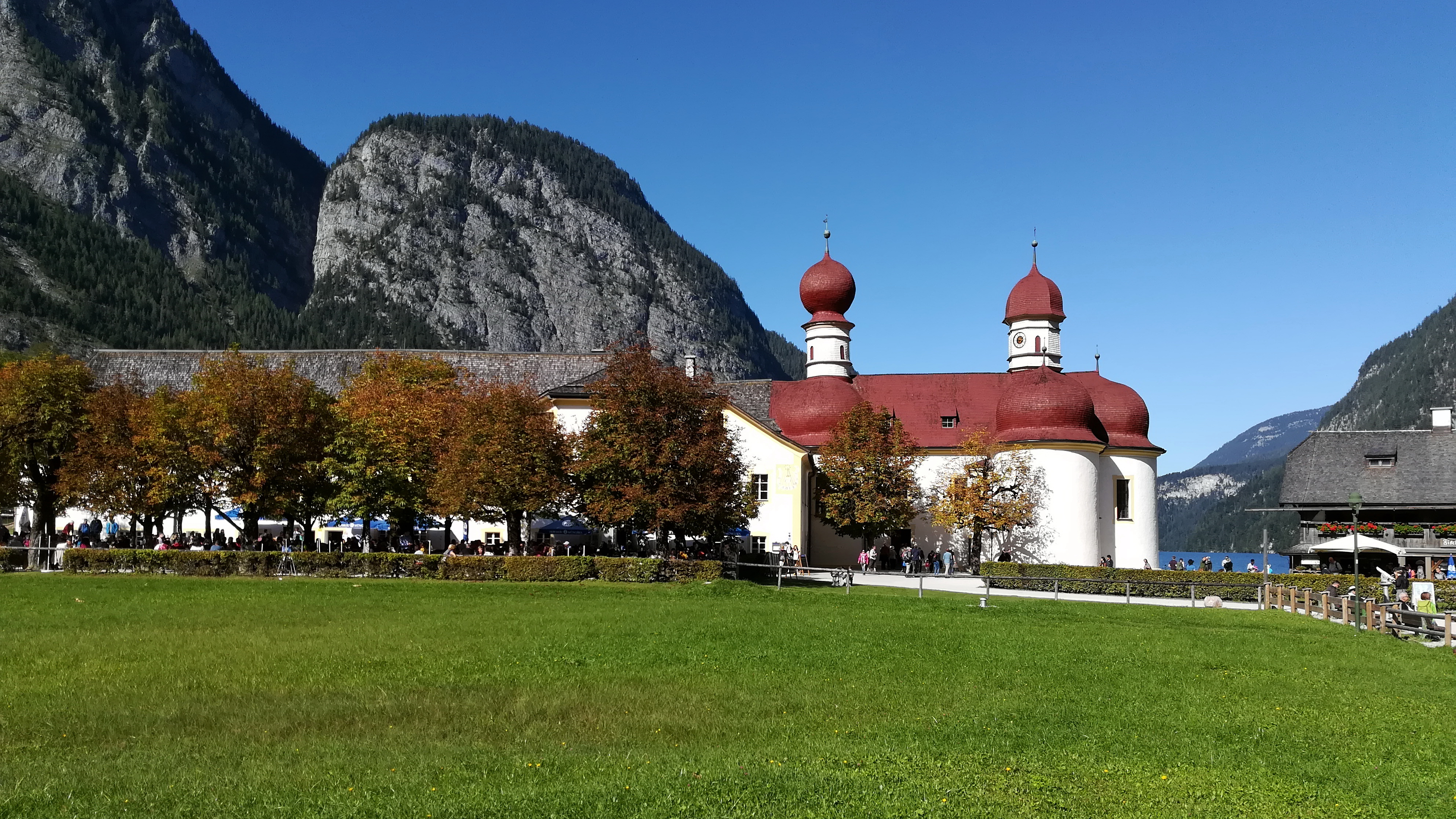
Widok od południa
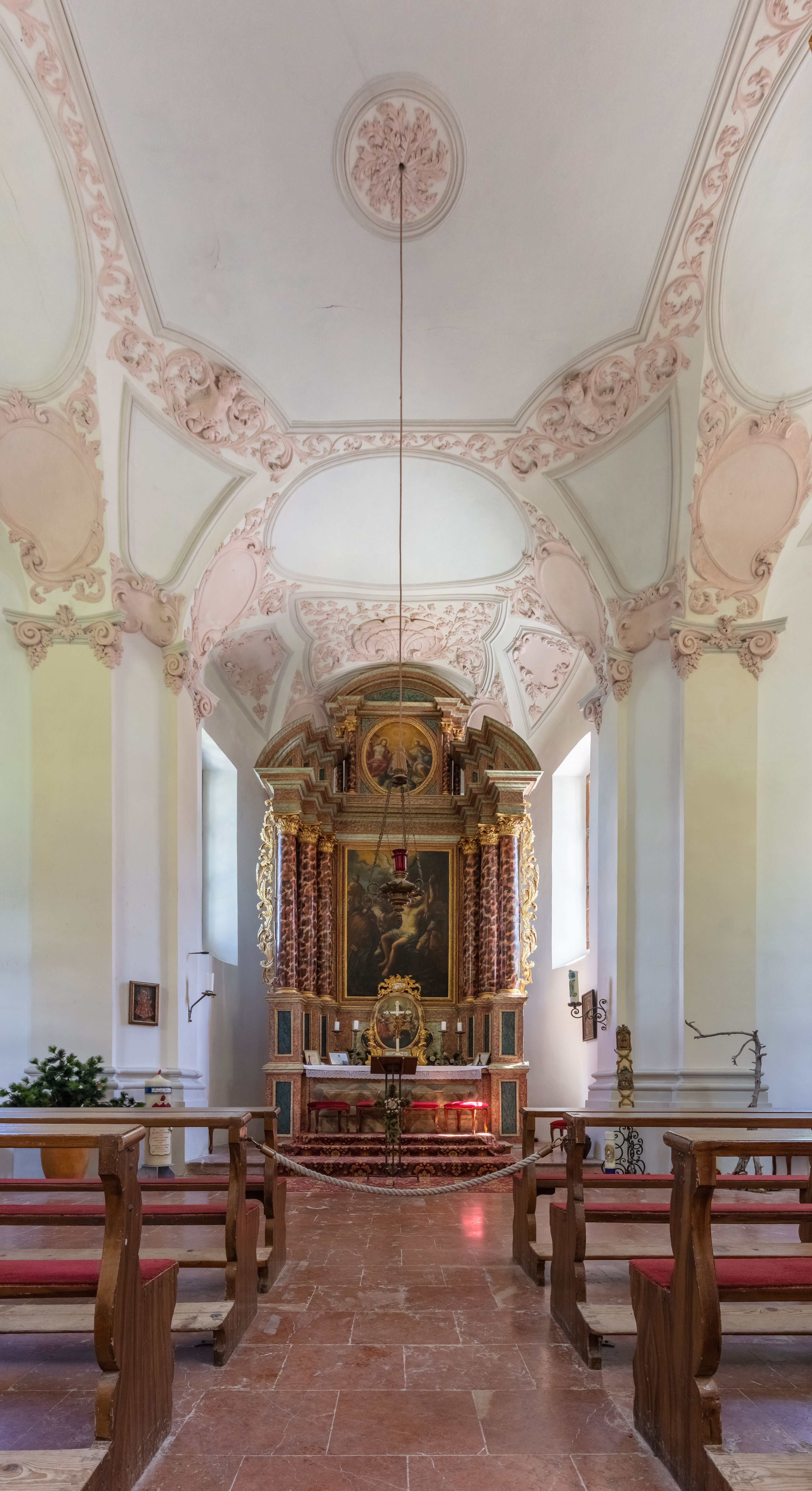
Wnętrze
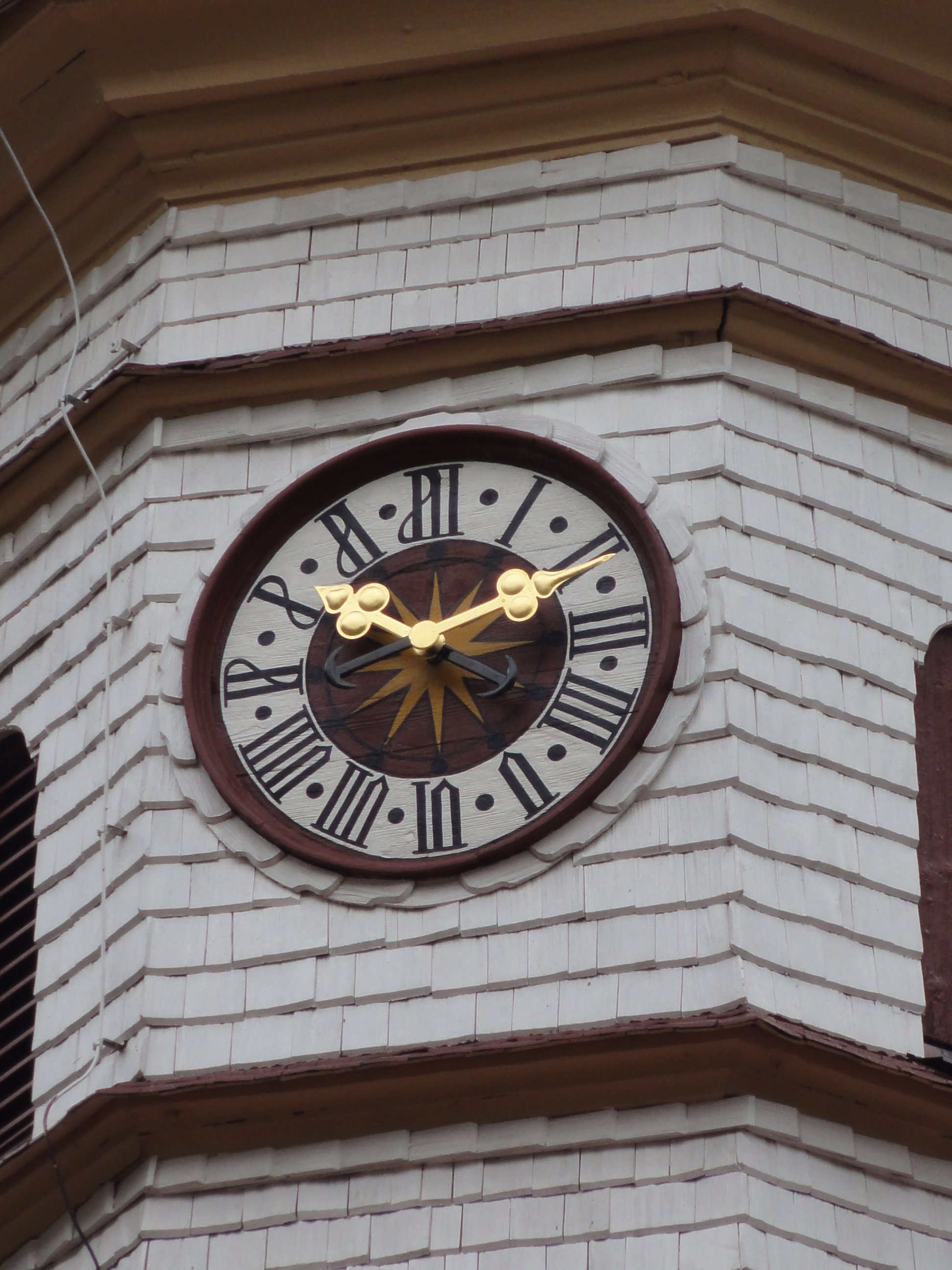
Zegar